# Marliana
Marliana es una localidad italiana de la provincia de Pistoia, región de Toscana, con 3.175 habitantes.

Ubicación de la ciudad de Marliana dentro de la provincia de Pistoia.

## Evolución demográfica
| Gráfica de evolución demográfica de Marliana entre 1861 y 2001 |
|                                                                |
| Fuente ISTAT - Elaboración gráfica por parte de Wikipedia      |

## Economía
Su economía,  se basó primeramente en  la agricultura y el pastoreo, hoy ha encontrado importantes oportunidades en el turismo. La agricultura, aunque ya no es la única fuente de ingresos, cuenta con productos de especial valor, como una variedad particular de papas y, a altitudes más bajas, el aceite y la vid.